# Orbita zenosincrona
Si dice orbita zenosincrona una qualsiasi orbita sincrona attorno a Giove, potenzialmente utilizzabile da satelliti naturali o artificiali del pianeta. I satelliti in orbita zenosincrona sono caratterizzati da un periodo orbitale pari al giorno siderale gioviano. È importante osservare che questi satelliti non mantengono sempre necessariamente la medesima posizione nel cielo di Giove.
Un'orbita zenosincrona che sia equatoriale (complanare all'equatore del pianeta), circolare e prograda (ovvero che ruoti nella stessa direzione dell'atmosfera di Giove) è detta zenostazionaria; i satelliti in orbita zenostazionaria, analogamente a quelli in orbita geostazionaria, mantengono sempre la stessa posizione relativa rispetto all'atmosfera planetaria.
Metide e Adrastea, due satelliti naturali di Giove, si trovano attualmente al di sotto dell'orbita zenosincrona; le forze di marea indotte dal pianeta stanno pertanto portando ad un graduale decadimento delle loro orbite, che li porterà a precipitare nell'atmosfera del pianeta o a disintegrarsi.

## Parametri orbitali
Il raggio dell'orbita zenosincrona è dato dalla formula
{\displaystyle r_{zenos.}={\sqrt[{3}]{\frac {GMT_{rotaz}^{2}}{4\pi ^{2}}}}=160\,027\,km.}
La velocità orbitale di un satellite in una simile orbita sarebbe dunque pari a
{\displaystyle v_{orb}={\frac {2\pi r_{orb}}{T_{rotaz}}}=28,141\,km/s.}
Una siffatta orbita è effettivamente possibile; si trova infatti all'interno della sfera d'influenza gravitazionale gioviana, data dal raggio di Hill secondo la formula
{\displaystyle r_{Hill}=a{\sqrt[{3}]{\frac {m_{G}}{3M_{S}}}}=53\,153\,855\,km.}